# Branislav Obžera
Branislav Obžera (Bystričany, 29 agosto 1981) è un ex calciatore slovacco, di ruolo centrocampista.

## Carriera

### Nazionale
Ha collezionato 6 presenze con la maglia della propria nazionale.